# 中山大道 (广州)
中山大道位於中华人民共和国广东省广州市天河区及黄埔区，於1925年开始修建，为纪念孙中山而命名为中山公路。1987年扩建为48米宽的混凝土路，更名为中山大道，现今全段为 107国道的一部分；线路呈东西走向，全长约14公里。西接天河路，东至黄埔区黄埔东路，全线多为双向六至八车道；中山大道全线分为中山大道东、中山大道中、中山大道西三段，中山大道东由黄埔区港湾路开始，至广州环城高速公路东圃立交止，而中山大道西东起於东圃立交，往西至石牌东路止，以高架桥通过石牌东路、五山路口，连接天河路。目前在中山大道全线、天河路及黃埔东路建设广州首条的快速公交试验线。

## 历史
中山公路原从当时的广州市区东山口起至黄埔鱼珠止，全长20.71公里。民国14年7月，国民政府计划拨款修筑，由于财政拮据政府无法筹出款项实施。时值省港大罢工，罢工工人组成了“罢工筑路委员会”组织指挥修筑黄埔公路，预算为35万元，靠各界爱国人士支持筹集筑路费用，于民国15年底完成了全段的路基铺筑。中华人民共和国成立后，此路段曾于50年代进行过路面等工程的修整，60年代先后进行修整路基、绿化、全线桥涵整修、铺设沥青路面等工程。70年代末，由于黄埔工厂、港口的发展，此时道路早已不堪重负。1984年底广东省政府决定改建该路段，从1985年4月开始，由广州公路局测设队勘测设计，1986年8月开工。路基宽度为40米，路面宽度为16米，设机动车道4道，路面为水泥混凝土。全线进行了全面交通工程，成为标准的一级道路。

## 沿途交汇的街道
道路顺序由东往西排列，粗体字为主干道。

### 黄埔区
- 黃埔东路
- 港湾路
- 荔香路
- 狮山路
- 大沙地西路
- 蟹山路
- 茅岗路、蟹山西路

### 天河区
- 大观南路
- 广州环城高速公路东环段
- 黄村西路／东圃大马路
- 车陂路
- 棠东东路
- 骏景路
- 科新路
- 棠安路
- 科韵路
- 荷光路
- 建中路
- 棠石路
- 枫叶路
- 景邮路
- 天府路
- 东方一路
- 华景路、华景东路
- 华南快速干线
- 真茹路
- 五山路、石牌东路、天河路

## 公共交通
- 广州地铁4号线车陂站
- 广州地铁5号线鱼珠站
- 广州地铁11号线华景路站
- 广州地铁13号线鱼珠站

均在邻近中山大道位置设有出口。